# Acantiza de Tasmània
L'acantiza de Tasmània (Acanthiza ewingii) és una espècie d'ocell de la família dels acantízids (Acanthizidae) que habita els boscos de Tasmània i les illes de l'Estret de Bass.